# Магнитоальбом
Магнѝтоальбо́м (от магнитофонный альбом) — род самиздата, музыкальный альбом, неофициально и часто самостоятельно выпущенный на магнитофонной ленте (катушка или кассета) для ее копирования и распространения подпольным рынком и самими слушателями.

## История
Практика выпуска магнитоальбомов существовала в СССР (как и в ряде других стран), начиная с 1960-х гг. Формат магнитиздата позволял советским музыкантам и их дистрибьюторам обходить монополию всесоюзной фирмы грамзаписи «Мелодия» и достаточно дёшево издавать собственную музыкальную продукцию, которая затем тиражировалась с плёнки на плёнку аудиолюбителями.

## Магнито-сингл
Ещё более популярными в конце 80-х были «магнито-синглы». На стандартную компакт-кассету со временем звучания 6—7 минут записывалась одна песня (преимущественно хит) с наклейкой названия, которую продавали в ларьках и на уличных лотках за цену, доступную любому школьнику.

## Магнитоальбом
Первые магнитоальбомы представляли собой сборники любительски записанных песен, как правило, артистов авторской песни. С развитием советской рок-музыки стали появляться первые рок-альбомы, которые ввиду отсутствия интереса со стороны «Мелодии», стали самодельно издаваться на магнитофонных плёнках. Вскоре магнитоальбомы стали оформлять по подобию обложек настоящих грампластинок.
Формально эра магнитоальбомов закончилась в конце 1980-х гг., когда «Мелодия» существенно увеличила выпуск альбомов рок-музыки; тем не менее, этот формат пережил 1990-е гг., став стартовой площадкой для многих начинающих музыкантов (тем более, что индустрия грампластинок стала угасать, а технология компакт-дисков ещё не завоевала массовый рынок).
Стоит отметить, что магнитоальбомы не были исключительно феноменом СССР. Например, в Великобритании в конце 1970-х гг. в рамках движения «Всё сам» было множество альбомов, самодельно издававшихся исключительно на аудиокассетах.
- Примечательно, что в рамках движения «Всё сам» авторские права строго соблюдались, в отличие от российской «пиратской» дистрибуции.
- Существовала так называемая «допись», когда на оставшееся место на плёнке дописывался другой музыкальный материал.